# Monthou-sur-Cher
Monthou-sur-Cher település Franciaországban, Loir-et-Cher megyében. Lakosainak száma 993 fő (2022. január 1.). Monthou-sur-Cher Angé, Choussy, Pontlevoy, Pouillé, Thésée, Le Controis-en-Sologne és Montrichard-Val-de-Cher községekkel határos.

## Népesség
A település népességének változása:
| Lakosok száma | 836  | 850  | 867  | 933  | 971  | 974  | 964  | 959  | 958  | 993  |
|               | 1968 | 1982 | 1990 | 2006 | 2013 | 2015 | 2017 | 2019 | 2020 | 2022 |